# Zbyšek Pantůček

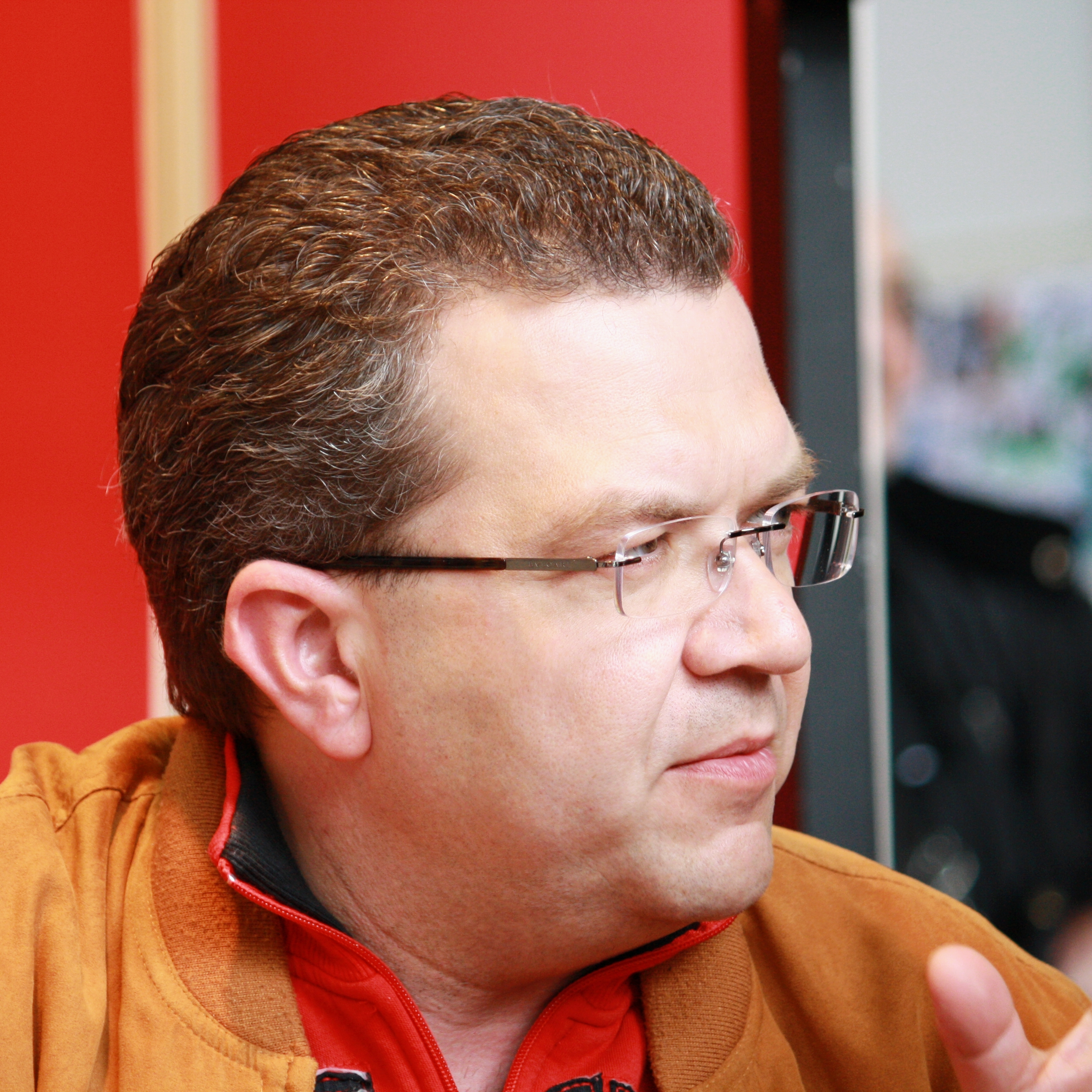
Zbyšek Pantůček (2010)

Zbyšek Pantůček (* 28. September 1967 in Pilsen) ist ein tschechischer Schauspieler, Synchronsprecher und Musiker.

## Leben
Nach seinem Abschluss am Konservatorium arbeitete er im Kunstensemble der Armee von Vít Nejedlý. Nach einer vierjährigen Pause von seiner Arbeit in dieser Gruppe, in der er sich dem Singen und Synchronisieren widmete, trat er der Theatergruppe Háta bei. Er ist zweimal geschieden und hat zwei Kinder, Tochter Veronika und Sohn Zbyška.

## Filmografie
Pantůček trat zusammen mit Ivana Andrlová und Aleš Cibulka in der TV-Serie O češtině (deutsch: Über Tschechisch) auf.
Serien
- 2010 Kriminálka Anděl
- 2013 Helena
- 2015 Expozitura
- 2016 Přístav

Filme
- 1988 Průšvih jako hrom
- 1987 Ohnivé ženy mezi námi[4]